# Le Pitchou
Le Pitchou – francuska specjalność kulinarna, powstała na bazie marynowania sera Saint-Marcellin.
Ser Saint-Marcellin poddaje się marynacji w oleju z pestek winogron z dodatkiem odpowiedniej ilości ziół prowansalskich. Nadaje to serowi smak bardziej słony i kwaskowaty niż posiada samodzielnie. Szczególnie polecany jest do spożycia z chlebem i winami z regionu Côtes du Rhône. 
Obecnie najczęściej sprzedawany jest w plastikowych kubeczkach wraz z pewną ilością zalewy (marynaty). Zawartość tłuszczu - 50%. Produkt jest dostępny przez cały rok i produkowany w departamencie 38 (Isère).